# Kritikai pszichológia
A kritikai pszichológia a pszichológia olyan perspektívája, amely nagymértékben a kritikai elméletre épít. A kritikai pszichológia megkérdőjelezi a mainstream pszichológiát, és megpróbálja más módokon alkalmazni, gyakran a társadalmi változások felé tekintve, a pszichopatológia megelőzésének és kezelésének eszközeként.
A kritikai pszichológusok úgy vélik, hogy a hagyományos pszichológia nem veszi figyelembe azt, hogy a társadalmi osztályok és csoportok közötti hatalmi különbségek hogyan befolyásolhatják az egyén vagy közösség mentális és fizikai jólétét. A hagyományos pszichológia ezt részben úgy teszi, hogy a mentális problémák okát legfőképpen az egyén szintjén keresi.

## Eredete
A mainstream pszichológia kritikája összhangban létezik a pszichológia 19. század végi modern fejlődése óta. A kritikai pszichológia kifejezés használata az 1970-es években kezdődött Berlinben, a Freie Universität Berlinben. A kritikai pszichológia német ága megelõzi a terület többi részét és ezzel együtt nagyrészt elkülönülten fejlődött azoktól. A német kritikai pszichológiai mozgalom az 1960-as évek végén kitörő háború utáni diáklázadásából indult; lásd német diákmozgalom. Marx A politikai gazdaságtan bírálatához című műve fontos szerepet játszott a német diáklázadásban, amelynek központja Berlin volt . Abban az időben Berlin a kommunista uralom alatt álló Kelet-Németország által körülölelt kapitalista város volt, a politikai és ideológiai viták "forró pontja" volt a forradalmi német diákok számára. A kritikai pszichológia szociológiai alapjai határozottan marxista.

### Klaus Holzkamp
A terület egyik legfontosabb és legkifinomultabb könyve a Grundlegung der Psychologie (A pszichológia alapjai), Klaus Holzkamptól, akit sokan a kritikai pszichológia elméleti megalapozójának tekintenek. Holzkamp két könyvet írt a tudományelméletről és egyet az érzékszervi észlelésről mielőtt 1983-ban megjelent a Grundlegung der Psychologie. Holzkamp úgy gondolta, hogy munkája szilárd paradigmát kínált a pszichológiai kutatások számára, mivel a pszichológiát pre-paradigmatikus tudományágnak tekintette (TS Kuhn a „preparadigmatikus” kifejezést a társadalomtudományra használta ).
Holzkamp leginkább Alekszej Leontyev kultúrtörténeti pszichológiai és tevékenységelméleti megközelítésére alapozta azt a kifinomult kísérletét, hogy átfogó és integrált kategóriarendszert határozzon meg a pszichológiai kutatás területén. Leontyev az emberi cselekvést a biológiai és kulturális evolúció eredményeként látta, és Marx materialista kultúrafelfogására támaszkodva hangsúlyozta, hogy az egyéni megismerés mindig a társadalmi cselekvés része, amelyet az ember alkotta eszközök (kulturális műtermékek) közvetítenek, nyelv és más ember alkotta szimbólumrendszerek, amelyeket az emberi kultúra és ezáltal az emberi megismerés egyik fő megkülönböztető jegyének tekintett. Egy másik fontos forrás Lucien Sève személyiségelmélete amely behozta a „társadalmi aktivitási mátrixok” fogalmát, mint közvetítő struktúrát az egyéni és a társadalmi reprodukció között. Ugyanakkor a Grundlegung szisztematikusan integrálta az 1970-es években Szabad Berlini Egyetemen végzett kritikus pszichológusok korábbi szakmunkáit, akikre Marx, Leontyev és Seve is hatással volt. Tartoztak ide állatok viselkedéséről / etológiájáról, érzékszervi észlelésről, motivációról és a megismerésről szóló könyvek. Megközelítésébe Freud pszichoanalíziséből és Merleau-Ponty fenomenológiájából származó gondolatokat is beépített.
Holzkamp emberi reproduktív cselekvés, észlelés és megismerés történeti és összehasonlító elemzésének egyik nap eredménye egy nagyon specifikus jelentésfogalom, amely a szimbolikus jelentést történelmileg és kulturálisan felépített, célzott fogalmi struktúrákként azonosítja, amelyeket az emberek az anyagi kultúrával szoros kapcsolatban és a történelmileg sajátos társadalmi újratermelésnek kontextusán belül.
A kulturálisan közvetített és társadalmilag elhelyezett cselekvésnek ebből a fenomenológiai perspektívájából kiindulva Holzkamp pusztító és eredeti módszertani támadást indított a behaviorizmus ellen (amit S-R (inger-válasz) pszichológiának nevezett), amely nyelvi elemzésen alapult, és aprólékosan bemutatta a retorikai mintákat. A pszichológiának ez a megközelítése a "tudományos objektivitás" illúzióját kelti, ugyanakkor elveszíti a kulturálisan alapon nyugvó, szándékos emberi cselekvések megértésének jelentőségét.  E megközelítés ellen kidolgozta saját megközelítését az általánosításhoz és objektivitáshoz, Kurt Lewin gondolataira támaszkodva a Grundlegung der Psychologie 9. fejezetében.
1995-ben bekövetkezett halála előtti utolsó jelentős publikációja a tanulásról szólt. 1993-ban jelent meg, és a téma szemszögéből való tanulás fenomenológiai elméletét tartalmazza. Holzkamp egyik fontos koncepciója a hagyományos pszichológia által kidolgozott elméletek „újraértelmezése”. Ez azt jelentette, hogy ezeket a fogalmakat a kritikai pszichológia paradigmája felől kellett szemlélni, ezáltal hasznos meglátásaikat integrálni a kritikai pszichológiába, ugyanakkor azonosítani és kritizálni korlátozó szemléleteit, amelyek az S–R pszichológia esetében a szubjektív és intencionális cselekvés retorikai kiküszöbölését jelentik, a kognitív pszichológia esetében pedig, amely figyelembe vette a szubjektív motívumokat és az intencionális cselekvéseket, a módszertani individualizmust.
A könyv első része tehát kiterjedt betekintést tartalmaz a tanulás pszichológiai elméleteinek történetébe, és e fogalmak egy kis újraértelmezését a kritikai pszichológia paradigmájának szemszögéből, amely a konkrét társadalomtörténeti/kulturális kontextusban elhelyezkedő szándékos cselekvésre összpontosít. Azok a tanulási elképzelések, amelyeket a leghasznosabbnak talált az „osztálytermi tanulás” saját részletes elemzésében, Jean Lave (helyzetes tanulás) és Edwin Hutchins (elosztott megismerés) kognitív antropológusoktól származtak.
A könyv második része kiterjedt elemzést tartalmazott az „osztálytermi tanulás” modern állami intézményesített formáiról mint a modern tanulás és szocializáció nagy részét meghatározó kultúrtörténeti kontextusról. Ebben az elemzésben nagymértékben támaszkodott Michel Foucault Fegyelem és büntetés című művére. Holzkamp úgy érezte, hogy az osztálytermi tanulás, mint a tanulás történetileg sajátos formája, nem használja ki teljes mértékben a tanulóban rejlő lehetőségeket, hanem számos „tanítási stratégiával” korlátozza tanulási lehetőségeit. A könyv motivációja részben az volt, hogy olyan alternatív tanulási formákat keressen, amelyek az emberi pszichében rejlő hatalmas lehetőségeket termékenyebb módon hasznosíthatják. Következésképpen a könyv utolsó részében Holzkamp az „expanzív tanulás” formáit tárgyalja, amelyek úgy tűnik, elkerülik az osztálytermi tanulás korlátait, mint például a tanulószerződéses gyakorlati képzés és a tanulás az osztálytermeken kívüli kontextusban.
Ez a kutatás a modern (kapitalista) társadalom sajátos történelmi kontextusában való életvezetésről szóló jelentős mű megírásának terveiben csúcsosodott ki. 1995-ben bekövetkezett halála miatt ez a munka soha nem jutott túl a korai (és idő előtti) konceptualizálások szakaszán, amelynek egy része a Forum Kritische Psychologie és az Argument folyóiratokban jelent meg.

### 1960-1970-es évek
Az 1960-as és 1970-es években a radikális pszichológia kifejezést a pszichológusok használták a terület azon ágának megjelölésére, amely elutasította a hagyományos pszichológia egyénre, mint az elemzés alapegységére és a pszichopatológia egyetlen forrására való összpontosítását. Ehelyett a radikális pszichológusok a társadalom szerepét vizsgálták a problémák előidézésében és kezelésében, és a társadalmi változást a mentális betegségek kezelésének alternatívájaként és a pszichopatológia megelőzésének eszközeként tekintették. Pszichiátrián belül az anti-pszichiátria kifejezést gyakran használták. Jelenleg a brit aktivisták kritikai pszichiátria kifejezést preferálják. A kritikai pszichológia jelenleg az előnyben részesített kifejezés a pszichológiai tudományágára, amely alternatívákat keres arra a módra, ahogyan a pszichológia tudományága az emberi tapasztalatot az egyén szintjére csökkenti, és ezáltal megfosztja a radikális társadalmi változások lehetőségeit.

### 1990-es évek
Az 1990-es évektől kezdődően a kritikai pszichológiával foglalkozó könyvek új hulláma jelent meg, amelyek közül a legnagyobb hatást Dennis Fox és Isaac Prilleltensky Critical Psychology című könyve jelentette. Az Egyesült Királyságban ír kritikai pszichológiai bevezető szövegek általában a diskurzusra összpontosítanak, de a kritikai pszichológia egyes támogatói ezt úgy tekintették, mint az emberi tapasztalat nyelvvé való redukálását, ami politikailag éppoly veszélyes, mint ahogy a mainstream pszichológia az egyéni elméjére csökkenti annak tapasztalatát. Mások szerint a nyelvre és az ideológiai folyamatokra való odafigyelés elengedhetetlen a hatékony kritikai pszichológiához – ez nem egyszerűen arról szól, hogy a mainstream pszichológiai koncepciókat alkalmazzuk a társadalmi változások kérdéseire.

### Ian Parker
1999-ben Ian Parker befolyásos kiáltványt tett közzé a Radical Psychology online folyóiratban és az Annual Review of Critical Psychology-ban. Ez a kiáltvány azt állítja, hogy a kritikai pszichológiának a következő négy összetevőt kell magában foglalnia:
1. Rendszerszintű vizsgálata annak, hogy a pszichológiai cselekvések és tapasztalatok egyes fajtái miként privilegizáltak másokhoz képest, és hogyan működnek a „pszichológia” domináns leírásai ideológiailag és a hatalom szolgálatában;
2. Annak tanulmányozása, hogy a pszichológia minden változata hogyan konstruáltak kultúrtörténetileg, és hogyan erősíthetik meg vagy ellenezhetik a pszichológia alternatív változatai a mainstream modellekben szereplő ideológiai feltételezéseket;
3. A megfigyelés és önszabályozás formáinak tanulmányozása a mindennapi életben, valamint a pszichológiai kultúra működési módjainak tanulmányozása a tudományos és szakmai gyakorlat határain túl; és
4. Annak feltárása, hogy a mindennapi "hétköznapi pszichológia" hogyan strukturálja a tudományos és szakmai munkát a pszichológiában, és hogyan adhatnak a mindennapi tevékenységek alapot a kortárs fegyelmi gyakorlatokkal szembeni ellenálláshoz.

### A kritikai pszichológia ma
Néhány nemzetközi folyóirat foglalkozik a kritikai pszichológiával, köztük a már megszűnt International Journal of Critical Psychology (ami a Subjectivity folyóiratban folytatódott) és az Annual Review of Critical Psychology. A folyóiratok továbbra is általában a tudományos közönségnek szólnak, bár az Annual Review of Critical Psychology nyílt hozzáférésű online folyóiratként fut. Magyarországon 2022-ben a Fordulat társadalomelméleti folyóirat publikált egy tematikus lapszámot a témáról.
Nagy-Britanniában az Asylum Collective-ven keresztül szoros kapcsolat van a kritikus pszichológusok és a kritikus pszichiáterek között. David Smail a The Midlands Psychology Group egyik alapítója volt, egy kritikai pszichológiai kollektíva, amely kiáltványt készített a szorongás szociálmaterialista pszichológiájáról. Kritikus pszichológiai kurzusok és kutatási koncentrációk állnak rendelkezésre a Manchester Metropolitan Egyetemen, a York St John Egyetemen, a Kelet-Londoni Egyetemen, az Edinburgh-i Egyetemen, a University of KwaZulu Natalon, a City University of New York Graduate Centeren, a University of West Georgia-n, Point Park Egyetemen, University of Guelph-en és a Prescott College-on. Alapszakú egyetemi képzések a California Institute of Integral Studies-ban és a Prescott College-ban is megtalálhatóak.

## Kiterjedés
Sok kritikai alkalmazáshoz hasonlóan a kritikai pszichológia is túlterjeszkedett a marxista és feminista gyökerein, hogy más kritikai megközelítésekből is hasznosítson. Tekintsük az ökopszichológiát és a transzperszonális pszichológiát  A kritikai pszichológiát és a kapcsolódó munkákat néha radikális pszichológiának és felszabadító pszichológiának is nevezték. A fejlődéslélektan területén Erica Burman munkássága volt nagy hatással.
A pszichológián belüli különböző résztudományok kezdték el kialakítani saját kritikai irányultságukat. A legkiterjedtebbek talán a kritikai egészségpszichológia és a közösségi pszichológia.

## Nemzetközileg
A kritikai pszichológia perspektíváinak korai nemzetközi áttekintése megtalálható a Tod Sloan által szerkesztett Critical Psychology: Voices for Change (Macmillan, 2000). 2015-ben Ian Parker szerkesztette a Handbook of Critical Psychology-t.

### Németország
Az FU-Berlinben a kritikai pszichológiát nem igazán a pszichológia egy ágának tekintették, a saját módszertanát követte, és megpróbálta újrafogalmazni a hagyományos pszichológiát egy unortodox marxista alapon, a kultúrtörténeti pszichológia szovjet elképzeléseiből, különösen Alekszej Leontyevből merített. Néhány évvel ezelőtt a FU-Berlin kritikai pszichológia tanszékét beolvasztották a hagyományos pszichológia tanszékbe.
A Theory & Psychology folyóirat 2009. áprilisi száma (szerkesztő: Desmond Painter, Athanasios Marvakis és Leendert Mos) a német kritikai pszichológia vizsgálatáról szólt.

### Dél-Afrika
A dél-afrikai durbani KwaZulu-Natal Egyetem azon kevesek egyike, amelyek világszerte kritikai pszichológia mesterképzést kínálnak. A dél-afrikai kritikai pszichológia áttekintését lásd Desmond Painter és Martin Terre Blanche „Kritikai pszichológia Dél-Afrikában: Visszatekintés és előretekintés” című cikkében.

### Egyesült Államok és Kanada
A CUNY Graduate Centerben a kritikus szociális/személyiségpszichológia és környezetpszichológia doktori programja, valamint a pittsburgh-i Point Park Egyetem kritikai pszichológia doktori programja az egyetlen kritikai pszichológia specifikus doktori programok az Egyesült Államokban.  Az arizonai Prescottban található Prescott College online mesterképzést kínál a kritikai pszichológiából és humán szolgáltatásokból, és rendelkezik egy rendszerkritikus alapképzési programmal. A San Francisco-i California Institute of Integral Studies alapképzési programot is kínál kritikai pszichológiából. Kritikai perspektívákkal néha lehet találkozni a hagyományos egyetemeken, talán különösen a közösségi pszichológiai programokon belül. A Nyugat-Georgia Egyetem tudatosság és társadalom Ph.D. szakot kínál, ahol a kritikai pszichológia a három fő elméleti irányzat egyike. Az észak-amerikai erőfeszítések közé tartozik a RadPsyNet 1993-as megalapítása, a Critical Psychology: An Introduction 1997-es kiadása (szerkesztette: Dennis Fox és Isaac Prilleltensky; a 2009-es bővített kiadást szerkesztette: Dennis Fox, Isaac Prilleltensky és Stephanie A). a 2001-es Monterey-i Kritikai Pszichológia Konferencia, valamint a Journal of Social Action in Counseling and Psychology című folyóiratban megjelent számos hozzászólás.

## Fordítás
Ez a szócikk részben vagy egészben  a   Critical psychology című angol Wikipédia-szócikk ezen változatának fordításán alapul.  Az eredeti cikk szerkesztőit annak laptörténete sorolja fel. Ez a jelzés csupán a megfogalmazás eredetét és a szerzői jogokat jelzi, nem szolgál a cikkben szereplő információk forrásmegjelöléseként.

### Könyvek
- Fox, D. & Prilleltensky, I.  (eds.) (1997). Critical Psychology: An Introduction. Sage. on-line
- Harwood, V. (2006) Diagnosing 'Disorderly' Children. London & New York: Routledge.
- Ibañez, T. & Íñiguez-Rueda, L. (eds.) (1997). Critical Social Psychology. Sage Books. on-line
- Kincheloe, J. & Horn, R. (2006). The Praeger Handbook of Education and Psychology. 4 vols. Westport, Connecticut: Praeger Press.
- Parker, I. (ed.) (2015). Handbook of Critical Psychology. London: Routledge.
- Prilleltensky, I. & Nelson, G. (2002). Doing psychology critically: Making a difference in diverse settings. New York: Palgrave–Macmillan.
- Sloan, T. (ed.) (2000). Critical Psychology: Voices for Change. London: Macmillan.
- Kritikai pszichológia. Lélek és kapitalizmus (2022). Fordulat társadalomelméleti folyóirat.

### Tanulmányok
- Kincheloe, J. & Steinberg, S. (1993). A Tentative Description of Post-Formal Thinking: The Critical Confrontation with Cognitive Thinking. Harvard Educational Review, 63 (2), 296–320.
- Prilleltensky, I. (1997). Values, assumptions and practices: Assessing the moral implications of psychological discourse and action. American Psychologist, 52(5), 517–35.
- Parker, I. (1999) Critical Psychology: Critical Links, Radical Psychology: A Journal of Psychology, Politics and Radicalism (on-line)
- Parker, I. (2003) "Psychology is so critical, only Marxism can save us now," (on-line)

### Internetes anyagok
- Initiative Critical Psychology. www.reflex.at
- Annual Review of Critical Psychology. discourseunit.com, 2016. május 10. (open access journal)
- Teoría y crítica de la psicología. teocripsi.com (open access journal in Spanish)